# Minidoka Internment nationalmonument

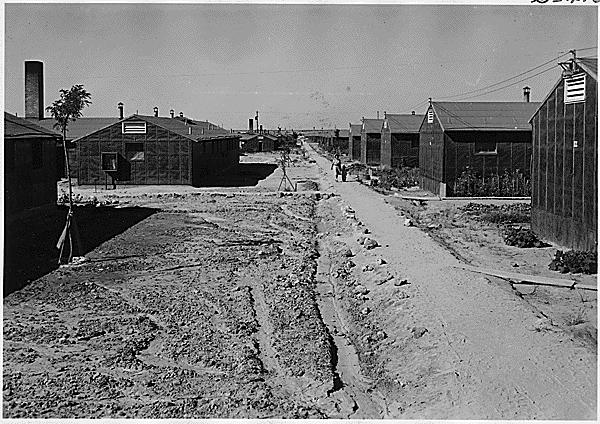
Minidoka Internment nationalmonument

Minidoka Internment nationalmonument är ett nationalmonument i Jerome County i delstaten Idaho i USA.
Efter bombningen av Pearl Harbor var fientligheten mot asiater så stor att över 120 000 invånare av japanskt ursprung på USA:s västkust tvingades att lämna sina hem och bo i interneringsläger, bland annat Minidoka Internment.
Nationalmonumentet administreras från det närliggande Hagerman Fossil Beds nationalmonument.